# Estab Life
 (エスタブライフ Esutabu Raifu?) es un proyecto japonés de medios mixtos creado por Gorō Taniguchi. Una serie de televisión de anime de Polygon Pictures titulada Estab Life: Great Escape se emitió de abril a junio de 2022 en el bloque de programación +Ultra de Fuji TV. En enero de 2024 se estrenó una película de anime también de Polygon Pictures titulada Bloody Escape: Jigoku no Tōsō Geki. También se anunció un juego móvil desarrollado por Square Enix titulado Estab Life: Unity Memories.

## Sinopsis
La franquicia tiene lugar en un futuro lejano cuando la población mundial ha comenzado a disminuir, el H.D.E.D. (Departamento Experimental de Diversidad Humana) realizado por la IA de gestión de ecosistemas con el propósito de la prosperidad de las especies, además de los humanos comunes, han nacido bestias y varias razas como demonios y cyborgs. Además, la IA ha creado muchas áreas rodeadas de altos muros llamados "grupos", y se ha formado la cultura, el sentido común y los valores de cada área. Tonkyork Metropolis (un acrónimo de la ciudad de Nueva York y Tokio ubicado en la región de Kantō) y Chicagosaka (un acrónimo de Chicago y Osaka ubicado en la región de Kansai) durante el trabajo se ha convertido en una ciudad experimental y futurista dividida por grupos, y el monitoreo de IA lo hace imposible. que la gente pueda entrar y salir libremente.

## Personajes

### Estab Life: Great Escape
Equa (エクア Ekua?)
 Seiyū: Tomomi Mineuchi
Feles (フェレス Feresu?)
 Seiyū: Rie Takahashi
Martes (マルテース Marutēsu?)
 Seiyū: Maria Naganawa
Alga (アルガ Aruga?)
 Seiyū: Show Hayami
Ulula (ウルラ?)
 Seiyū: Shin-ichiro Miki

### Estab Life: Unity Memories
Ashley (アッシュ Asshu?)
 Seiyū: Gakuto Kajiwara
Herbert (ハーバート Hābāto?)
 Seiyū: Toshiyuki Toyonaga
Charles (チャールズ Chāruzu?)
 Seiyū: Hiro Shimono
Occa (オウカ Ōka?)
 Seiyū: Kanon Takao
Kokuto (コクトウ Kokutou?)
 Seiyū: Satsumi Matsuda
Mithril (ミスリル Misuriru?)
 Seiyū: Yūki Kuwahara
Fel (フェル Feru?)
Seiyu: Minami Takahashi
Sidden (シデン Shiden?)
 Seiyū: Makoto Furukawa
Hajun Shogun (波旬将軍 Hajun Shōgun?)
 Seiyū: Kenjiro Tsuda
Primer ministro Akimori (秋森首相 Akimori Shushō?)
 Seiyū: Toshiyuki Morikawa

### Bloody Escape: Jigoku no Tōsō Geki
Kelvin (キサラギ Kisaragi?)
 Seiyū: Yūki Ono
Loretta (ルナルゥ Runarū?)
 Seiyū: Reina Ueda
Cruz (クルス Kurusu?)
 Seiyū: Soma Saito
Jimmy (ジャミ Jami?)
 Seiyū: Yuma Uchida
Lalac (ララック Rarakku?)
 Seiyū: Satsuki Yukino
Nonoc (ノノック Nonokku?)
 Seiyū: Masayo Kurata
Zanza (ザンザ?)
 Seiyū: Jun Fukuyama
Zesh (ゼッシュ Zesshu?)
 Seiyū: Ryōtarō Okiayu
Yaohachi (ヤオハチ?)
 Seiyū: Kazuhiro Nakaya

## Media

### Anime
El proyecto de Gorō Taniguchi se anunció originalmente el 23 de septiembre de 2021 y se anunció por completo como un proyecto de medios mixtos el 20 de enero de 2022 con una serie de televisión de anime de Polygon Pictures titulada Estab Life: Great Escape (Esutabu Raifu Gureito Esukēpu) que se estrenó el 1 de marzo de 2022 en el servicio de transmisión japonés Fuji TV on Demand y se transmitió del 7 de abril al 23 de junio de 2022 en el bloque de programación +Ultra de Fuji TV. Hiroyuki Hashimoto dirige la serie de televisión, con Shoji Gatoh supervisando y escribiendo los guiones de la serie, Yūsuke Kozaki redactando los diseños de personajes originales, Yoshiaki Fujisawa componiendo la música de la serie y Slow Curve desarrollando y produciendo la serie. El tema de apertura es "Rana" de Meychan, mientras que el tema de cierre es "0" de Good on the Reel. Crunchyroll obtuvo la licencia de la serie fuera de Asia.

### Película
La película de anime dirigida y escrita por Taniguchi en Polygon Pictures titulada originalmente Estab Life: Revengers' Road, (Estabu Raifu Ribenjāzu Rōdo "Estab Life the Movie: Revengers' Road"), que originalmente iba a estrenarse en 2023. Sin embargo, el título se cambió más tarde a Bloody Escape: Jigoku no Tousou Geki (BLOODY ESCAPE, "Bloody Escape: Escape from Hell"), y la fecha de lanzamiento prevista se cambió al 5 de enero de 2024.

### Videojuego
Se ha anunciado un juego móvil desarrollado por Square Enix para Android e iOS titulado Estab Life: Unity Memories (Esutabu Raifu Yuuniti Memorīzu). El juego es un título MMORPG gratuito con compras dentro de la aplicación.